# Messerangriff in Mannheim am 31. Mai 2024
Koordinaten: 49° 29′ 23″ N, 8° 28′ 2″ O
Bei dem Messerangriff in Mannheim am 31. Mai 2024 verletzte ein in Deutschland lebender Afghane den Polizisten Rouven Laur tödlich und fünf weitere Personen schwer. Der Anschlag galt Michael Stürzenberger, einem Vorstandsmitglied der Bürgerbewegung Pax Europa, und führte – wenige Tage vor der Europawahl – bundesweit zu heftigen Diskussionen über den Umgang mit islamistischen Gefährdern und die Abschiebung von Schwerstkriminellen nach Afghanistan. Der Generalbundesanwalt hat gegen den tatverdächtigen IS-Sympathisanten Anklage unter anderem wegen Mordes erhoben. Während der Hauptverhandlung legte dieser ein Geständnis ab.

## Hergang
Für eine zur „Aufklärung über den politischen Islam“ angemeldete Kundgebung organisierte die Bürgerbewegung Pax Europa (BPE) auf dem Marktplatz in Mannheim einen Informationsstand. Stürzenberger war als Redner angekündigt. Polizeikräfte waren zum Schutz der Veranstaltung anwesend. Der Messerangriff wurde vom Live-Stream des Augen-Auf-Teams übertragen und aus einer anderen Perspektive von einem Passanten aufgenommen. Der Stream zeigte, wie kurz nach halb zwölf Uhr mittags wenige Meter neben dem Stand unvermittelt Lärm entstand und zwei Männer zu Boden fielen.
Die filmende Person nahm auf, wie Stürzenberger und ein Angreifer sich vom Boden erhoben. Zwei hinzukommende BPE-Helfer wehrte der Angreifer mit einem Messer ab. Dann sprang er erneut auf Stürzenberger zu, riss ihn mit sich zu Boden und stach mit Vehemenz auf ihn ein. Zwei unverzüglich zu Hilfe kommende Passanten konnten den Attentäter auf dem Kopfsteinpflaster fixieren – Stürzenberger gelangte außer Reichweite des Messers. Ein älterer, dritter Passant kam hinzu und schlug in der unübersichtlichen Situation auf einen der beiden anderen Passanten ein, der so die Fixierung nicht mehr aufrechterhalten konnte.
Von den herbeigeeilten Polizisten griff Rouven Laur als erster ein. Er zog den älteren Passanten aus dem Handgemenge, fixierte ihn am Boden und hatte dem übrigen Geschehen den Rücken zugewandt. Der freigekommene Angreifer führte von hinten zwei Messerstiche gegen dessen Kopfbereich aus, ehe er von einem weiteren Polizisten mit einem Schuss niedergestreckt wurde. Das ganze Geschehen dauerte 25 Sekunden. Rettungsdienste waren nach rund acht Minuten am Tatort.

## Täter
Der 25-jährige Sulaiman Ataee wurde im afghanischen Herat geboren und kam im März 2013 als 14-jähriger unbegleiteter minderjähriger Flüchtling mit seinem Bruder nach Deutschland. Er beantragte Asyl, war zunächst in Frankfurt am Main gemeldet und zog im August 2014 in eine Jugendwohngruppe im hessischen Landkreis Bergstraße. Als Jugendlicher nahm er erfolgreich an Wettkämpfen in der Kampfsportart Taekwondo teil. Er machte einen Hauptschulabschluss und Deutschkurse bis zum Zertifikat B2 (fließende Verständigung). Sein Antrag auf Asyl wurde im Juli 2014 abgelehnt; wegen seines Alters erließ das Ausländeramt ein Abschiebeverbot. A. war eine Zeit lang als Hilfsarbeiter beschäftigt und engagierte sich ehrenamtlich in der Flüchtlingshilfe im Landkreis. Er lebte in Lorsch und heiratete 2019 eine aus der Türkei stammende Frau mit deutscher Staatsangehörigkeit, mit der er bis zur Tat im südhessischen Heppenheim lebte. Nach der Geburt des ersten von zwei Kindern des Ehepaares erhielt der Täter 2023 durch die deutsche Staatsangehörigkeit seiner Frau eine bis 2026 befristete Aufenthaltsgenehmigung nach § 28 des Aufenthaltsgesetzes. A. ging zuletzt keiner Arbeit nach, wohnte mit seiner Familie in einer Dreizimmerwohnung und bezog Bürgergeld. Nach Recherchen der Tageszeitung Die Welt soll A. zuletzt auf einem YouTube-Kanal Videos des mittlerweile getöteten afghanischen Predigers und Taliban-Kommandeurs Ahmad Zahir Aslamiyar hochgeladen haben, der zum Dschihad gegen den Westen aufgerufen hat. Die Moscheen in Frankfurt am Main und in Heppenheim, die A. besucht haben soll, werden vom Landesamt für Verfassungsschutz Hessen als islamistisch eingestuft und beobachtet.

## Opfer
Der Täter verletzte sechs Personen: den 59-jährigen Michael Stürzenberger, den 29-jährigen Polizeihauptkommissar Rouven Laur, zwei zu Hilfe geeilte weitere deutsche Staatsbürger aus Stürzenbergers Umfeld, einen Deutsch-Kasachen und einen als Passant ebenfalls zu Hilfe geeilten aramäischen Christen aus dem Irak. Stürzenberger wurde mit mehreren Messerstichen im Gesicht, am Leib und an den Beinen verletzt. Er wurde notoperiert und erklärte am Folgetag, seine Operation sei gut verlaufen. Laur wurde lebensgefährlich im Nacken- und Kopfbereich verletzt, unmittelbar nach der Tat notoperiert und in ein künstliches Koma versetzt. Am 2. Juni 2024 wurde er für hirntot erklärt und seine Organe wurden gespendet. Der Iraker erlitt drei Messerstiche und wurde nach wenigen Tagen aus dem Krankenhaus entlassen.

## Ermittlungen, Anklage und Prozess
Die Ermittler vermuteten von Anfang an eine politisch motivierte Straftat mit islamistischer Motivation. Daher führte zunächst der polizeiliche Staatsschutz die Ermittlungen. Noch am Tag der Tat wurde seine Wohnung in einem Heppenheimer Hochhaus durchsucht, wobei unter anderem elektronische Datenträger sichergestellt wurden. Auf A.s Mobiltelefon wurde eine Audiodatei aus einem gelöschten Telegram-Chat rekonstruiert, die eine Motivationsnachricht sein könnte.
Am Tag nach der Tat erließ das Amtsgericht Karlsruhe auf Antrag der dortigen Staatsanwaltschaft Haftbefehl wegen versuchten Mordes. Am 3. Juni übernahm der Generalbundesanwalt die Ermittlungen, nachdem die Tat als „religiös motiviert“ eingestuft worden war. Die Ermittlungen liefen wegen Mordes, fünffachen versuchten Mordes sowie gefährlicher Körperverletzung. Generalbundesanwalt Jens Rommel gab im Juni 2024 an, für eine dschihadistische Einbindung des Täters gebe es keine Anhaltspunkte. Es handele sich um einen „individuellen Fall“, der sich von anderen islamistisch-geprägten Fällen unterscheide. Der Täter habe offenbar zu massiver Gewalt gegriffen, um Kritik am Islam zu unterbinden.
Wegen der Schussverletzung wurde der Täter operiert und schwebte zunächst in Lebensgefahr. Er wurde in ein künstliches Koma versetzt und war etwa drei Wochen lang nicht vernehmungsfähig. Am 24. Juni 2024 wurde A. der Haftbefehl eröffnet. Eine Sprecherin des Generalbundesanwalts bestätigte am 29. Juni, dass A. vom Krankenhaus in eine Justizvollzugsanstalt verlegt wurde. Am 25. Oktober 2024 hat der Generalbundesanwalt vor dem Staatsschutzsenat des Oberlandesgerichts Stuttgart Anklage gegen Sulaiman A. erhoben. Die Anklagepunkte lauten: Mord, fünffacher versuchter Mord – es werden die Mordmerkmale der niedrigen Beweggründe sowie in zwei Fällen der Heimtücke zur Last gelegt – und in Zusammenhang mit den Mordversuchen gefährliche Körperverletzung. Laut Anklageschrift hege A. Sympathien für den IS und teile dessen Ideologie; er sei entschlossen gewesen, in Deutschland einen Anschlag auf vermeintlich Ungläubige zu begehen.
Am 13. Februar 2025 begann vor dem Oberlandesgericht Stuttgart die Hauptverhandlung. Der Täter ist unter anderem wegen Mordes und fünffachen versuchten Mordes angeklagt. Er legte ein Geständnis ab und erklärte, es als seine religiöse Pflicht angesehen zu haben, den Islamkritiker Michael Stürzenberger zu töten, und er sei mit dem konkreten Plan hierzu nach Mannheim gefahren.

## Reaktionen

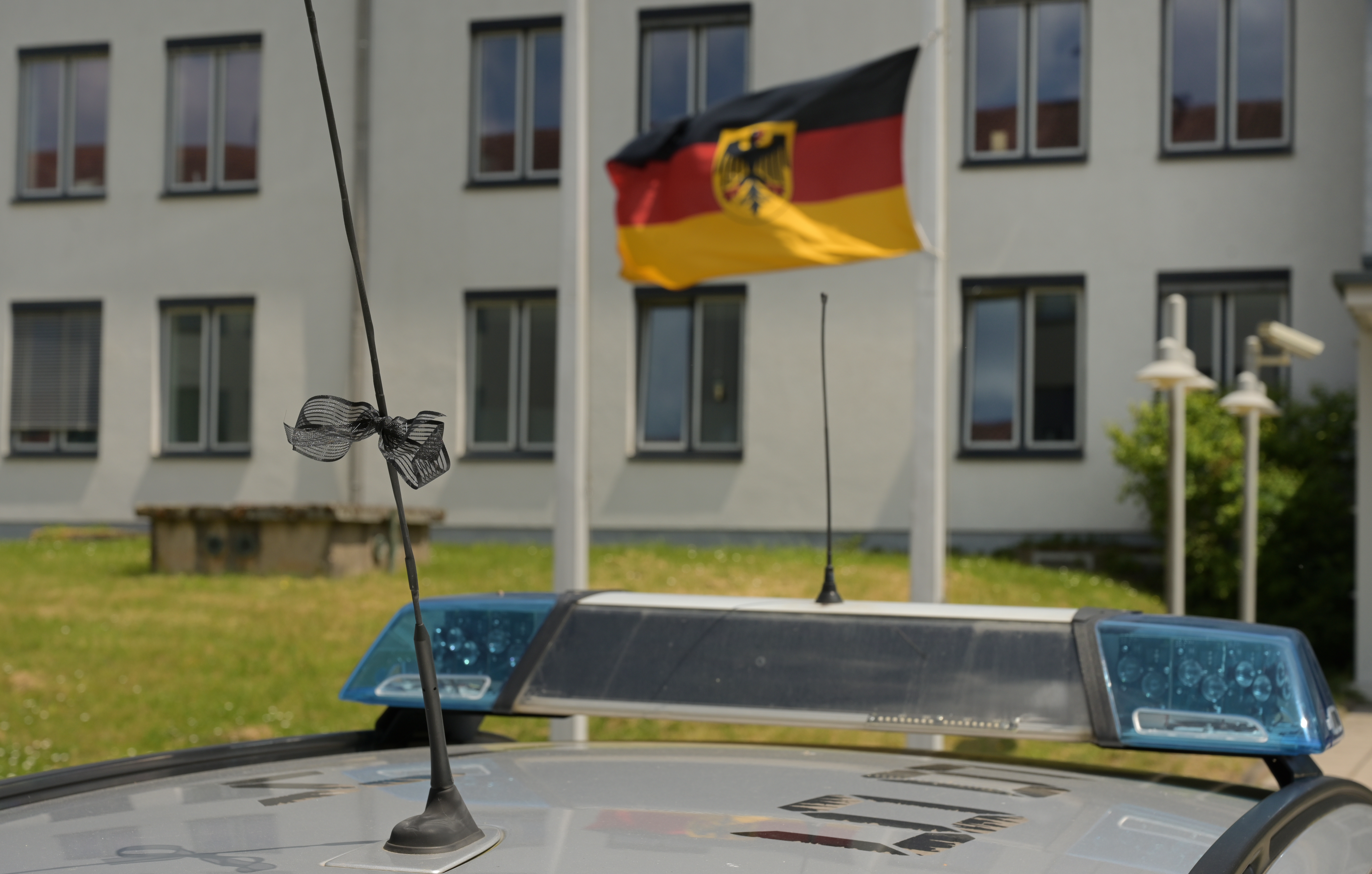
Halbmast und Trauerflor bei der Bundespolizei in Bexbach am 7. Juni 2024

### Vor Ort
Am 2. Juni 2024 fand auf dem Mannheimer Marktplatz unter dem Motto Remigration hätte diese Tat verhindert eine Versammlung der rechtsextremistischen Jungen Alternative für Deutschland (JA) mit 150 Teilnehmern statt. Zeitgleich hielt ein überparteiliches Bündnis am selben Ort zugleich unter dem Motto Zusammenhalt gegen Gewalt, Hass und Hetze eine Mahnwache ab und bildete eine Menschenkette in der Innenstadt. Währenddessen lieferten sich Anhänger der Antifa Rangeleien mit der Polizei. Am 3. Juni 2024 nahmen rund 8000 Menschen an einer Trauerkundgebung auf dem Marktplatz teil, darunter zahlreiche Vertreter aus Bundes-, Landes- und Kommunalpolitik wie Bundesinnenministerin Nancy Faeser (SPD), der Innenminister von Baden-Württemberg Thomas Strobl (CDU), der Opferbeauftragte der Landesregierung sowie Mitglieder des Deutschen Bundestags, des Landtags und des Gemeinderats. Es fand auch ein interreligiöses Friedensgebet statt.
Am 7. Juni 2024 um 11:34 Uhr, auf die Minute genau eine Woche nach der Tat, gedachten auf dem Marktplatz mindestens 1000 Menschen in einer Schweigeminute des verstorbenen Polizisten. Neben dessen Eltern und Angehörigen waren Bundespräsident Steinmeier, Ministerpräsident Kretschmann, Innenminister Strobl sowie eine Abordnung von Streifenbeamten der Mannheimer Polizei anwesend. In Berlin versammelten sich über 2500 Menschen zu einem Schweigemarsch, zu dem Polizeigewerkschaften aufgerufen hatten.
Am 14. Juni 2024 nahmen in der Mannheimer Innenstadt rund 2000 Polizeibeamte und Bürger an einem Trauermarsch zum Gedenken an Rouven Laur teil. Der Trauerzug ging durch ein Spalier aus unter anderem Mitarbeitern der Feuerwehr und der Rettungsdienste hindurch. Anschließend fand im Mannheimer Rosengarten eine Trauerfeier unter Anwesenheit von Lokal-, Landes- und Bundespolitikern statt. Die Trauerfeier wurde, wie bereits die Schweigeminute am 7. Juni mit Bundespräsident Steinmeier, live im SWR-Fernsehen ausgestrahlt.

### Medien
Der deutsch-türkische Journalist Deniz Yücel kommentierte „Hätte man den Täter rechtzeitig abgeschoben, wäre Rouven L. noch am Leben“. Er bezog sich auf den Status des Täters als abgelehnter Asylbewerber. „Konsequentere Abschiebungen müssen nicht im Widerspruch zum humanitären Schutzversprechen stehen. Ganz im Gegenteil.“ Der Diplom-Psychologe Ahmad Mansour, ein Experte mit Kenntnissen in der Islamwissenschaft, der Erforschung von islamistischem Extremismus und Deradikalisierung, betonte mit Blick auf das Attentat die grundsätzliche Problematik, dass „Islamkritiker so lange diffamier[t]“ werden können, „bis sie entmenschlicht sind“. Er geht von einem islamistischen Motiv aus.
In sozialen Netzwerken war der Angriff auf verschiedenen, geschnittenen wie ungeschnittenen Versionen des BPE-Livestreams zu sehen. Ebenso kam es in sozialen Netzwerken zu Bekundungen der Verherrlichung und Billigung der Tat von islamistischer Seite, aufgrund derer strafrechtliche Ermittlungen eingeleitet wurden. Auf einem Video auf TikTok lobte der serbische Islamist Muhammed R. unter dem Nutzernamen „Imam Meti“ die Tat und drohte allen Ex-Muslimen, dem Staat Israel und allen Islamkritikern sowie türkischen Kemalisten mit dem Tod. Muhammed R. wurde 1988 in Pristina, Kosovo geboren und hat laut Behördenangaben bereits in der Vergangenheit dschihadistische und antisemitische Inhalte verbreitet und zu Terrorangriffen aufgerufen. R. hielt sich mindestens zwischen 1991 und 2019 in Deutschland auf. 2019 entzog er sich einem Haftbefehl wegen Widerstands gegen Vollstreckungsbeamte in Tateinheit mit Beleidigung und vorsätzlicher Körperverletzung und setzte sich vermutlich ins Ausland ab. Gegen ihn liegt eine Einreisesperre für den Schengen-Raum vor.
Über den Messerangriff in Mannheim wurde in der internationalen Presse berichtet.

### Organisationen
Der Landeschef der Deutschen Polizeigewerkschaft, Ralf Kusterer, äußerte angesichts der Nachricht vom Tod des schwerverletzten Polizisten und der damit verbundenen schonungslos brutalen, menschenverachtenden und oft tödlichen Gewalt, der Polizisten täglich begegnen: a)

„Mit Diskussionen um Demokratie und Meinungsfreiheit erreicht man weder schuld- und deliktsunfähige Täter noch religiöse Fanatiker, deren Gedankenwelt uns völlig fremd und absurd erscheint.“

Aiman Mazyek, Vorsitzender des Zentralrats der Muslime in Deutschland, erklärte: „Der Tod des Polizisten aus Mannheim macht mich sehr traurig und fassungslos. Wer Polizisten tödlich angreift, greift uns alle an und wir stellen uns dem geschlossen entgegen“.

### Politik
Innenministerin Faeser erklärte kurz nach dem Angriff, die Motivfeststellung obliege den Strafverfolgungsbehörden, und ergänzte: „Die Bilder dieser brutalen Gewalttat sind erschütternd.“ Bundeskanzler Olaf Scholz (SPD) äußerte, solche Gewalttaten seien inakzeptabel, der Täter müsse „streng bestraft“ werden. Bundespräsident Frank-Walter Steinmeier (SPD) verurteilte die Tat ebenfalls „aufs Schärfste“. Landesinnenminister Strobl besuchte den Tatort. Mannheims Oberbürgermeister Christian Specht (CDU) bezeichnete den Messerangriff u. a. als eine „niederträchtige, brutale Terrorattacke im Rahmen einer islamkritischen Veranstaltung“.
Am 3. Juni 2024 gedachten der Hessische Landtag wie auch der Deutsche Bundestag zwei Tage später des getöteten Polizisten in einer Schweigeminute.
CDU-Generalsekretär Carsten Linnemann erklärte am 2. Juni 2024, Deutschland habe ein „massives“ Islamismus-Problem. Er forderte eine harte Bekämpfung des Islamismus in Deutschland. Die Bundesregierung müsse das Thema zurück auf die Tagesordnung setzen und den 2022 von der Bundesregierung nicht fortgeführten Expertenkreis „Politischer Islam“ im Bundesinnenministerium reaktivieren. Baden-Württembergs Finanzminister Danyal Bayaz (Grüne) teilte mit, wenn sich der Verdacht einer islamistisch motivierten Tat bestätigen sollte, werde es „höchste Zeit für [eine] ehrliche Debatte über die Gefahren von Islamismus – ohne Naivität, ohne Scheuklappen, ohne doppelte Standards“, und betonte, eine Debatte sei zumutbar, „wenn sie niemanden unter Generalverdacht stellt“. Bundesaußenministerin Annalena Baerbock (Grüne) warnte davor, die tödliche Messer-Attacke für eine Debatte über eine verschärfte Migrationspolitik zu instrumentalisieren, und ergänzte „wenn das Ziel von Extremisten ist - egal ob Rechtsextremisten oder Islamisten - freie Gesellschaften zu spalten, muss doch die Antwort sein, dass wir als Gesellschaft geschlossen darauf antworten“.
Wenige Tage nach dem Angriff äußerten sich Politiker der SPD und FDP zu möglichen Abschiebungen von afghanischen Straftätern in ihr Heimatland Afghanistan. So sagte der SPD-Fraktionsvize Dirk Wiese gegenüber der Süddeutschen Zeitung, dass hier zu Lande diejenigen, die schwere Straftaten begingen und keinen deutschen Pass besäßen, Deutschland schleunigst verlassen müssten, auch wenn sie aus Afghanistan stammten. Er mahnte das Auswärtige Amt an, den Weg für Abschiebungen nach Afghanistan wieder freizumachen, und forderte zudem eine Ausweitung von Messerverbotszonen in den Kommunen. Ricarda Lang (Grüne) sagte: „Der Islamismus ist der Feind einer freien Gesellschaft.“ Dieser „müsse bekämpft werden, sicherheitspolitisch und gesamtgesellschaftlich.“ Lamya Kaddor (Grüne) sprach sich dafür aus, dass Straftäter, die Verbrechen in Deutschland begehen, „auch hier ihre Strafe bekommen“. Omid Nouripour (Grüne) stellte infrage, inwieweit Verhandlungen mit den Taliban über Abschiebeabkommen sinnvoll seien, denn „wenn wir Islamisten Geld geben, können sie damit Netzwerke aufbauen. Auch das ist kein Beitrag zu unserer Sicherheit.“ Im Berliner Abgeordnetenhaus führte ein als unangemessen wahrgenommener Zwischenruf der Grünen Abgeordneten Tuba Bozkurt zu deren Rücktritt aus dem Landtagspräsidium. In einer Regierungserklärung im Bundestag erklärte Bundeskanzler Olaf Scholz (SPD) am 6. Juni 2024, der Messerangriff sei „Ausdruck einer menschenfeindlichen Ideologie, eines radikalen Islamismus. Dafür gibt es nur einen Begriff: Terror. Terror sagen wir den Kampf an“. Er erklärte, dass die Regierung die Abschiebung von Schwerstkriminellen nach Afghanistan und Syrien wieder ermöglichen wolle. Das Sicherheitsinteresse Deutschlands wiege schwerer als das Schutzinteresse des Täters. Auch „die Verherrlichung terroristischer Straftaten müsse zu einem Abschiebegrund gemacht werden“. Er forderte deutschlandweit Messerverbotszonen.
Am 30. August flog ein Charterjet von Qatar Airways vom Flughafen Leipzig/Halle 28 afghanische Männer, sämtlich verurteilte Straftäter, nach Kabul. Die Straftäter kamen aus den Bundesländern Baden-Württemberg, Bayern, Berlin, Hessen, Mecklenburg-Vorpommern, Niedersachsen, Nordrhein-Westfalen, Rheinland-Pfalz, Sachsen, Sachsen-Anhalt und Thüringen. Jeder Abgeschobene erhielt vor dem Flug 1.000 Euro Handgeld. Abschiebungen waren nach dem Messerangriff in Mannheim angekündigt und vorbereitet worden.